# Angelica (gènere)
Angèlica (Angelica) és un gènere de plantes amb flor de la família de les apiàcies.

## Taxonomia
N'hi ha unes 50; cal destacar:
- Angelica ampla A. Nels.
- Angelica archangelica L. - angèlica[1]
  - Angelica archangelica ssp. archangelica L.
  - Angelica archangelica ssp. litoralis (Fries) Thellung
- Angelica arguta Nutt.
- Angelica atropurpurea L.
- Angelica breweri Gray
- Angelica californica Jepson
- Angelica callii Mathias i Constance
- Angelica canbyi Coult. i Rose
- Angelica dawsonii S. Wats.
- Angelica dentata (Chapman) Coult. i Rose
- Angelica genuflexa Nutt.
- Angelica gigas
- Angelica grayi (Coult. i Rose) Coult. i Rose
- Angelica hendersonii Coult. i Rose
- Angelica heterocarpa J.Lloyd
- Angelica kingii (S. Wats.) Coult. i Rose
- Angelica laurentiana Fern.
- Angelica lineariloba Gray
- Angelica lucida L.
- Angelica pachyacarpa
- Angelica palustris
- Angelica pinnata S. Wats.
- Angelica razulii Gouan - angèlica de prat[2]
- Angelica roseana Henderson
- Angelica sinensis
- Angelica sylvestris - angèlica borda[3]
- Angelica scabrida Clokey i Mathias ex Clokey
- Angelica tomentosa S. Wats.
  - Angelica tomentosa var. tomentosa S. Wats.
- Angelica triquinata Michx.
- Angelica venenosa (Greenway) Fern.
- Angelica wheeleri S. Wats.